# Charron, Creuse
Charron är en kommun i departementet Creuse i regionen Nouvelle-Aquitaine i de centrala delarna av Frankrike. Kommunen ligger i kantonen Auzances som tillhör arrondissementet Aubusson. År 2022 hade Charron 194 invånare.

## Befolkningsutveckling
Antalet invånare i kommunen Charron
Referens:INSEE